# Système d'analyse des liens de la violence associée aux crimes
Le logiciel Système d’analyse des liens de la violence associée aux crimes, abrégé sous le sigle SALVAC, est un système informatique canadien conçu pour aider des enquêteurs spécialement formés dans le profilage criminel à cerner les crimes sériels et leurs auteurs en établissant les liens qui existent entre les crimes perpétrés par un même délinquant. Ce système a été élaboré par la Gendarmerie royale du Canada (GRC) dans les années 1990.
Il est le pendant du VICAP, fichier américain mis en place par le FBI en 1985.

## En France
Le logiciel SALVAC a été implanté en France le 1er janvier 2003 à la direction centrale de la Police judiciaire (DCPJ) pour le compte de la gendarmerie nationale et de la police nationale.
La loi du 12 décembre 2005 sur la récidive des infractions pénales a légalisé ce fichier qui existait auparavant, sans avoir été déclaré à la CNIL, ainsi qu'ANACRIM (gérée par une unité de la gendarmerie spécialisée dans le profilage criminel).
La loi de 2005 a créé un régime dérogatoire par rapport à la loi sur la sécurité intérieure de 2003 :
1. Il suffit désormais de raisons sérieuses, laissées à l’appréciation des enquêteurs, de soupçonner qu’une personne a commis ou tenté de commettre un crime ou un délit grave pour figurer dans SALVAC ou ANACRIM (et non pas seulement d’indices graves ou concordants)[1] ;
2. L’identité des personnes citées dans une procédure de crime ou de délit grave susceptibles de fournir des renseignements (magistrats, avocats, experts, témoins…) peut y être enregistrée[1] ;
3. Le procureur de la République peut prescrire le maintien d’informations relatives à une personne qui s’y serait opposée quand bien même l’auteur des faits aurait été condamné (ex. : la victime pourrait continuer à être identifiée dans ces deux fichiers malgré son opposition)[1].

Selon le rapport Bauer, « Certaines données sensibles (article 8 de la loi du 6 janvier 1978) peuvent également être mentionnées pour le mis en cause et la victime : origine ethnique, vie sexuelle, adhésion à un groupe si cela a une importance pour l’enquête. ».
Les informations conservées le sont pour une durée de 40 ans.